# Sant Preget d'Alèir
Saint-Préjet-d'Allier és un municipi francès situat al departament de l'Alt Loira i a la regió d'Alvèrnia-Roine-Alps. L'any 2007 tenia 176 habitants.

## Demografia

### Població
El 2007 la població de fet de Saint-Préjet-d'Allier era de 176 persones. Hi havia 89 famílies de les quals 32 eren unipersonals (16 homes vivint sols i 16 dones vivint soles), 33 parelles sense fills, 16 parelles amb fills i 8 famílies monoparentals amb fills.
La població ha evolucionat segons el següent gràfic:
Habitants censats

### Habitatges
El 2007 hi havia 177 habitatges, 89 eren l'habitatge principal de la família, 74 eren segones residències i 14 estaven desocupats. 167 eren cases i 9 eren apartaments. Dels 89 habitatges principals, 71 estaven ocupats pels seus propietaris, 13 estaven llogats i ocupats pels llogaters i 4 estaven cedits a títol gratuït; 3 tenien dues cambres, 11 en tenien tres, 21 en tenien quatre i 53 en tenien cinc o més. 34 habitatges disposaven pel capbaix d'una plaça de pàrquing. A 41 habitatges hi havia un automòbil i a 35 n'hi havia dos o més.

### Piràmide de població
La piràmide de població per edats i sexe el 2009 era:
| Homes | Edats   | Dones |
| ----- | ------- | ----- |
| 0     | 95 o +  | 0     |
| 0     | 90 a 94 | 4     |
| 0     | 85 a 89 | 0     |
| 4     | 80 a 84 | 0     |
| 4     | 75 a 79 | 4     |
| 8     | 70 a 74 | 8     |
| 4     | 65 a 69 | 12    |
| 8     | 60 a 64 | 8     |
| 8     | 55 a 59 | 4     |
| 12    | 50 a 54 | 12    |
| 8     | 45 a 49 | 4     |
| 12    | 40 a 44 | 4     |
| 4     | 35 a 39 | 8     |
| 8     | 30 a 34 | 8     |
| 0     | 25 a 29 | 0     |
| 8     | 20 a 24 | 0     |
| 4     | 15 a 19 | 4     |
| 12    | 10 a 14 | 12    |
| 0     | 5 a 9   | 4     |
| 0     | 0 a 4   | 4     |

## Economia
El 2007 la població en edat de treballar era de 104 persones, 67 eren actives i 37 eren inactives. De les 67 persones actives 61 estaven ocupades (36 homes i 25 dones) i 6 estaven aturades (3 homes i 3 dones). De les 37 persones inactives 20 estaven jubilades, 6 estaven estudiant i 11 estaven classificades com a «altres inactius».

### Ingressos
El 2009 a Saint-Préjet-d'Allier hi havia 88 unitats fiscals que integraven 174 persones, la mediana anual d'ingressos fiscals per persona era de 10.913 €.

### Activitats econòmiques
Dels 8 establiments que hi havia el 2007, 1 era d'una empresa de fabricació d'altres productes industrials, 1 d'una empresa de construcció, 1 d'una empresa de comerç i reparació d'automòbils, 1 d'una empresa de transport, 2 d'empreses d'hostatgeria i restauració, 1 d'una empresa de serveis i 1 d'una empresa classificada com a «altres activitats de serveis».
Dels 3 establiments de servei als particulars que hi havia el 2009, 1 era un taller de reparació d'automòbils i de material agrícola, 1 paleta i 1 restaurant.
L'any 2000 a Saint-Préjet-d'Allier hi havia 26 explotacions agrícoles que ocupaven un total de 950 hectàrees.

## Poblacions més properes
El següent diagrama mostra les poblacions més properes.